# Zeboim (Pentápole)
Zeboim (em hebraico: צְבֹויִים‎; romaniz.: Tsebhoyim) foi uma antiga cidade do vale de Sidim da chamada Pentápole (conjunto de cinco cidades) formada entre Sodoma, Gomorra, Admá e Lasa no contexto da invasão da região pelo rei do Elão Quedorlaomer. Seu nome ocorre cinco vezes no Velho Testamento (Gênesis 10:19, Gênesis 14:2–8, Deuteronômio 29:23 e Oseias 11:8), sempre após Admá, e segundo as descrições estava na fronteira sul dos cananeus. Um de seus reis, Semeber, é conhecido. Parece que foi destruída com Sodoma e Gomorra. Moisés, ao citá-la no Deuteronômio, alude à sua destruição junto de cidades vizinhas, enquanto Oseias a toma como exemplo de julgamento divino para com cidades malignas.